# رايموند أندروز
رايموند أندروز (بالإنجليزية: Raymond Andrews)‏‏ (6 يونيو 1934 - 25 نوفمبر 1991 في أثينا) روائي من الولايات المتحدة.